# Begonia majungaensis
Begonia majungaensis là một loài thực vật có hoa trong họ Thu hải đường. Loài này được Guillaumin mô tả khoa học đầu tiên năm 1928.

## Hình ảnh

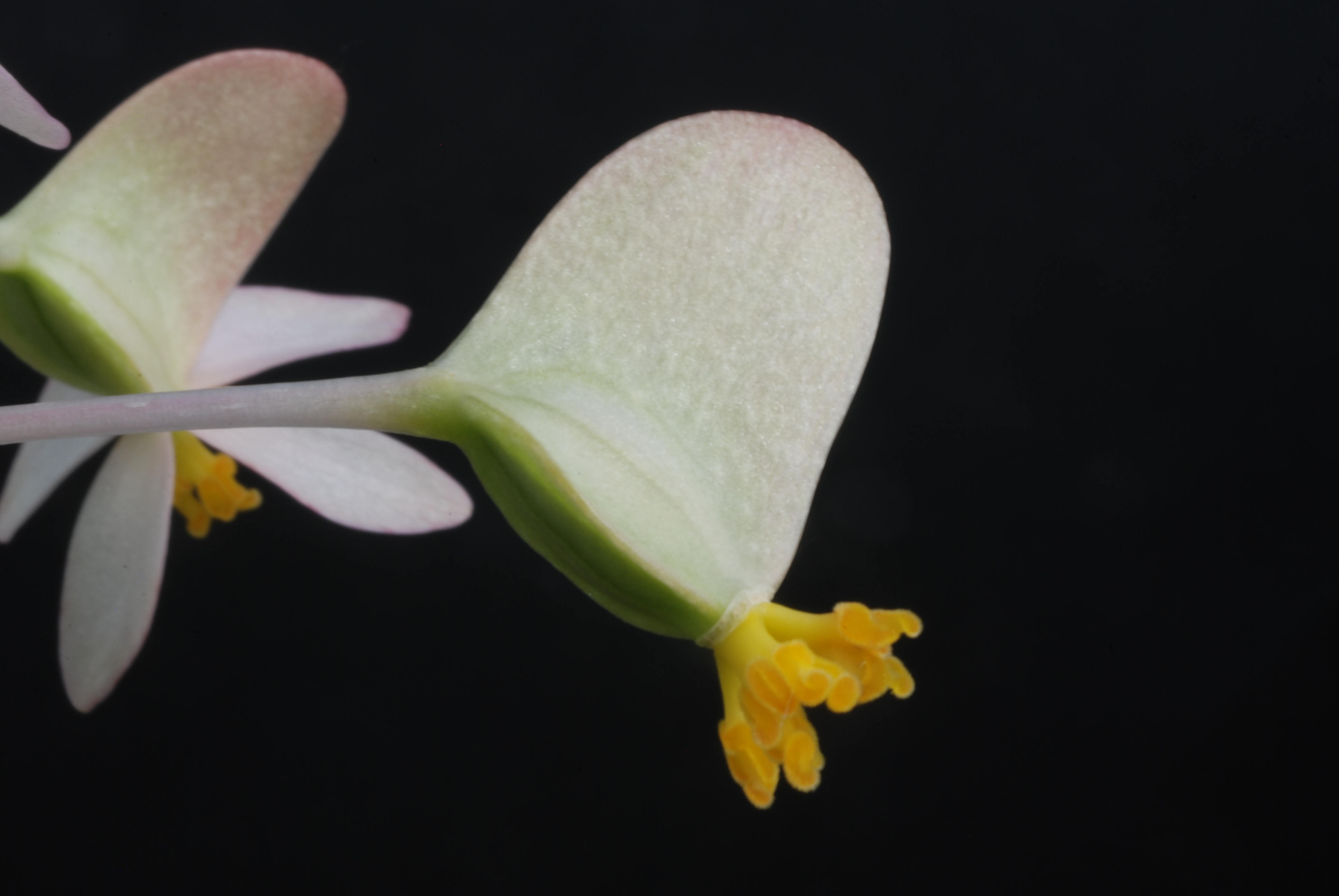
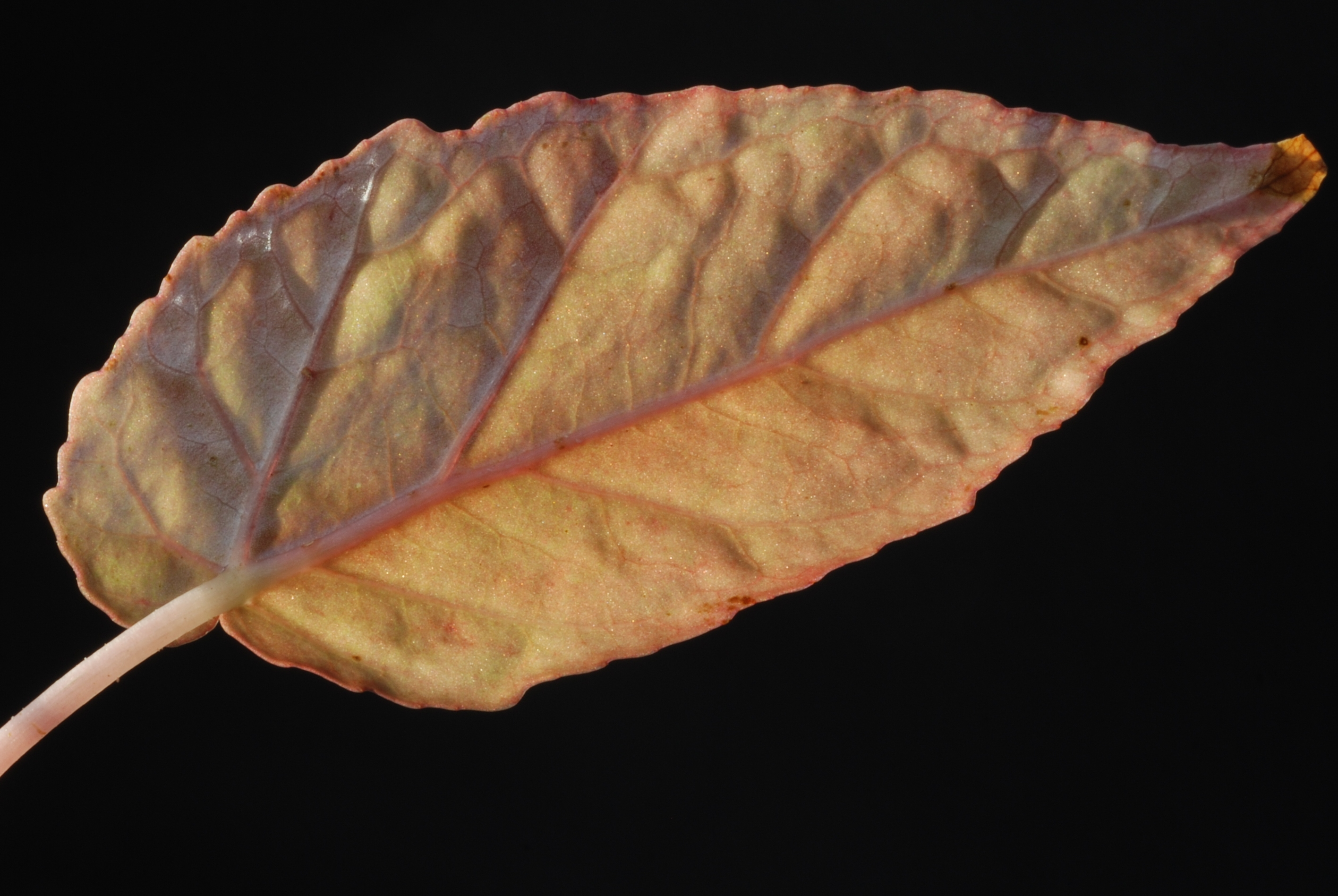
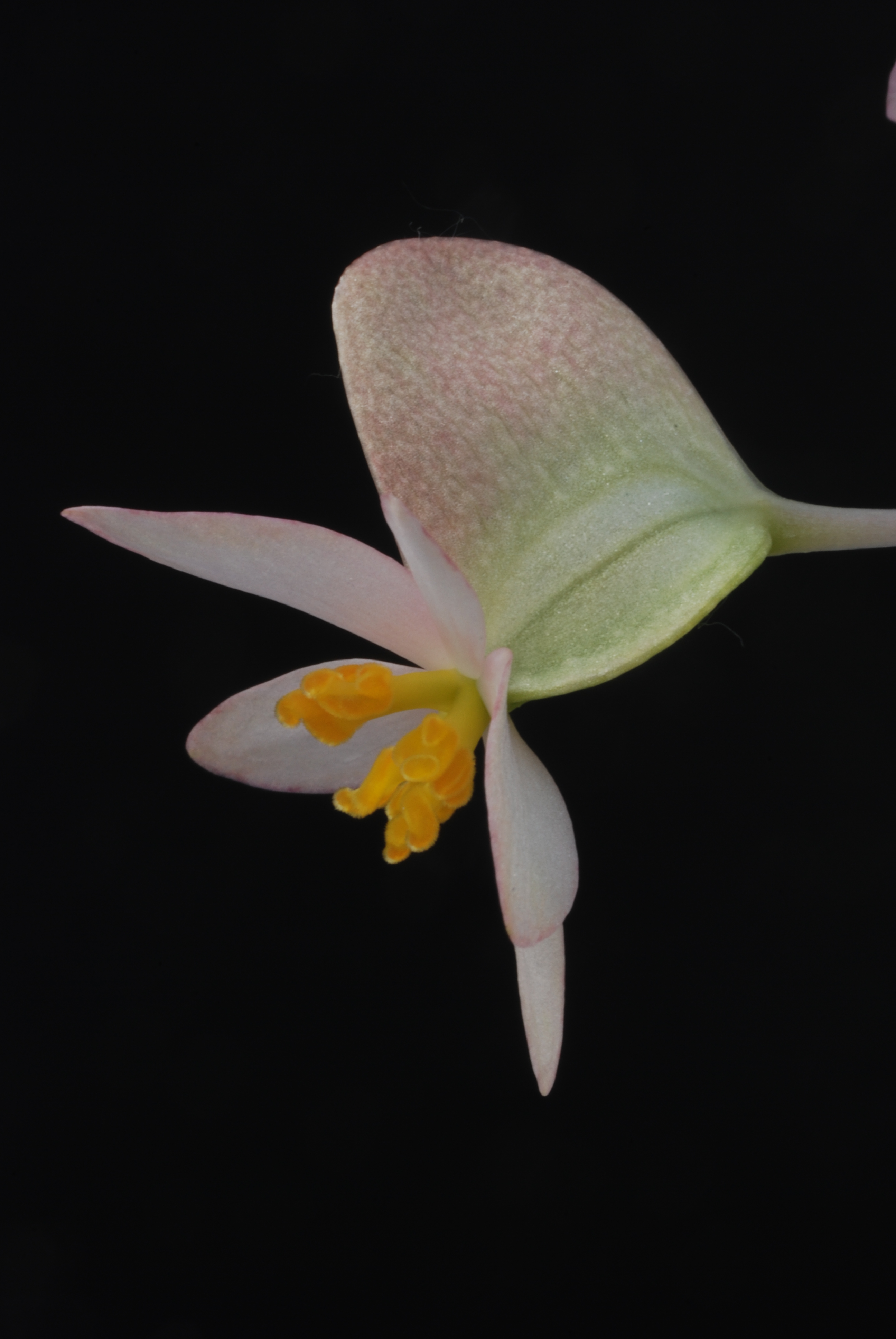
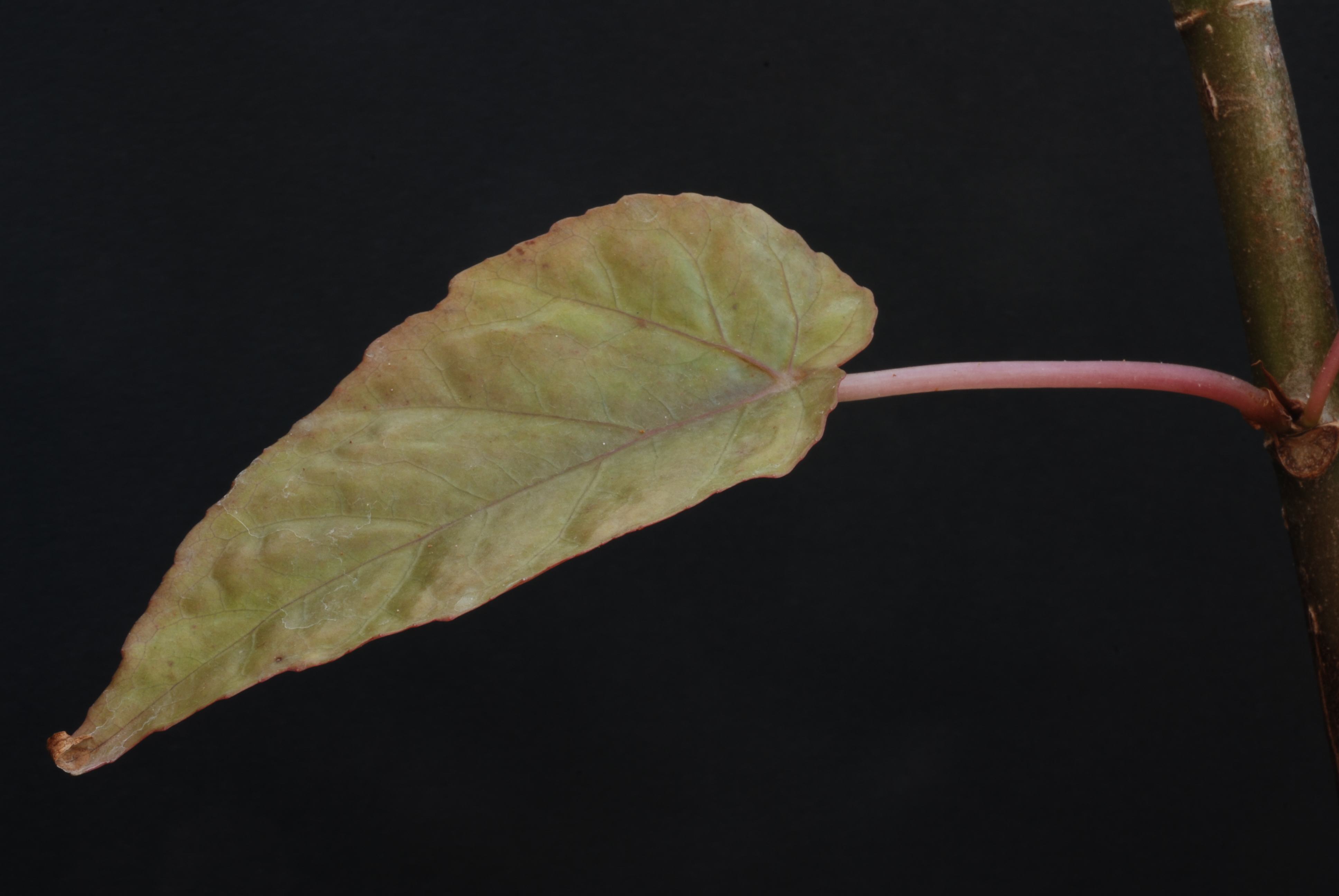